# Список галетов Российского императорского флота
В список включены все галеты, состоявшие на вооружении Российского императорского флота.
Галеты или голеты представляли собой небольшие двухмачтовые суда, сходные по конструкции с бригами, однако отличавшиеся меньшими размерами и парусностью. Все суда этого типа обладали хорошей манёвренностью и помимо парусного вооружения оснащались вёслами. В качестве артиллерийского вооружения на галеты устанавливались пушки и карронады малого и среднего калибра. В документах и литературе иногда эти суда также именовались шхуна-бригами.
В составе Российского императорского флота суда данного типа применялись с конца XVIII до середины XIX века. Несли службу в составе Балтийского и Черноморского флотов, а также Каспийской флотилии. Использовались для несения брандвахтенной службы, выполнения гидрографических работ, принимали участие в учениях и в боевых действиях флота.

## Легенда
Список судов разбит на разделы по флотам, внутри разделов суда представлены в порядке очерёдности включения их в состав флота, в рамках одного года — по алфавиту.
- Наименование — имя судна.
- Количество орудий — количество артиллерийских орудий, установленных на судне. В случае, если судно в разное время было вооружено различным количеством орудий, значения указываются  через знак «/».
- Размер — длина и ширина судна в метрах.
- Осадка — осадка судна (глубина погружения в воду) в метрах.
- Верфь — место постройки судна.
- Корабельный мастер — фамилия мастера, построившего или руководившего постройкой судна.
- Год включения в состав флота — постройки, приобретения, переоборудования или захвата судна.
- История службы — основные места и события.
- н/д — нет данных.

Сортировка может проводиться по любому из выбранных столбцов таблиц, кроме столбцов История службы и Примечания.

## Галеты Балтийского флота
В разделе приведены галеты, входившие в состав Балтийского флота России.
| Наименование | Ор. | Размер | Осадка | Верфь | Мастер | Вх. | Вых. | История службы | Прим.                              |
| ------------ | --- | --- | --- | --- | --- | --- | --- | --- | ---------------------------------- |
| Гусь         | 4 | 18,3 x 4,7 | 1,9 | Охтенская верфь                                                                                                   | А. И. Мелихов | 1790 | 1811 | Ежегодно с 1791 по 1798 год принимал участие в практических плаваниях в Финском заливе, находясь в составе гребного флота. В 1798 году подвергся тимберовке. В 1801 году вновь принимал участие в практических плаваниях и учениях флота в Роченсальме, в 1802 году там же нёс брандвахтенную службу. В 1803 и 1804 годах использовался для гидрографических работ в шхерах. С 1805 по 1807 год выходил в плавания между Роченсальмом, Выборгом и Кронштадтом. Принимал участие в Русско-шведской войне 1808—1809 годов. По окончании службы был разобран в Роченсальме.                   | [ 1 ] [ 3 ]                        |
| Чепура       | 4 | 18,3 x 4,7 | 1,9 | Охтенская верфь                                                                                                   | А. И. Мелихов | 1790 | 1812 | Ежегодно с 1791, 1793 и 1797 годах принимал участие в практических плаваниях в Финском заливе, находясь в составе гребного флота. В 1796 году нёс брандвахтенную службу у границы со Швецией. В 1798 году подвергся тимберовке. Ежегодно 1800 по 1802 год принимал участие в практических плаваниях и учениях флота в Роченсальме, с 1803 по 1805 год там же нёс брандвахтенную службу. В 1807 году выходил в плавания между Роченсальмом и Нарвой. Принимал участие в Русско-шведской войне 1808—1809 годов. По окончании службы был разобран в Роченсальме.                              | [ 1 ] [ 3 ]                        |
| Утка         | 4 | 16,8 x 5,2 | 1,9 | Охтенская верфь                                                                                                   | А. И. Мелихов | 1794 | 1806 | В 1796 и 1797 годах совершал плавания между Санкт-Петербургом и Роченсальмом. В 1798 и 1801 годах принимал участие в практических плаваниях в Финском заливе и учениях флота в Роченсальме. С 1802 по 1804 год использовался для гидрографических работ в шхерах. В 1805 году нёс брандвахтенную службу у острова Аспэ. По окончании службы был разобран в Роченсальме. | [ 1 ] [ 3 ]                        |
| Чайка        | 4 | 16,8 x 5,2 | 1,9 | Охтенская верфь                                                                                                   | А. И. Мелихов | 1794 | 1806 | В 1797, 1798 и 1801 годах принимал участие в учениях флота в Роченсальме. В 1803 году использовался для гидрографических работ в шхерах. По окончании службы был разобран в Роченсальме. | [ 3 ] [ 4 ]                        |
| Церера       | 10 | 21,7 x 5,8 | 2,1 | Главное адмиралтейство                                                                                            | М. Сарычев | 1802 | 1814 | С 1802 по 1805 год совершал плавания между Санкт-Петербургом, Кронштадтом, Петергофом и Ораниенбаумом. С 1806 по 1810 годах стоял в Санкт-Петербурге. В 1811 выходил в Ботнический залив, а в 1812 и 1813 годах — в плавания между Санкт-Петербургом и Кронштадтом, при этом на зимовку ходил в Выборг. По окончании службы был разобран в Санкт-Петербурге. | [ 3 ] [ 5 ] [ 6 ]                  |
| Паллада      | 14 | 22,3 x 6,3 | 2,7 | Новое адмиралтейство                                                                                              | Я. Я. Лебрюн | 1802 | 1814 | С 1802 по 1811 год совершал плавания между Санкт-Петербургом, Кронштадтом, Петергофом и Ораниенбаумом. С 1806 по 1810 годах стоял в Санкт-Петербурге. По окончании службы был разобран в Санкт-Петербурге. | [ 3 ] [ 7 ] [ 8 ]                  |
| Аглая        | Сведений о вооружении и конструкции галета не сохранилось                                                         | Сведений о вооружении и конструкции галета не сохранилось                                                         | Сведений о вооружении и конструкции галета не сохранилось                                                         | Роченсальмская верфь                                                                                              | Королёв | 1806 | 1808 | В 1807 и 1808 годах нёс брандвахтенную службу в шхерах на границе со Швецией. В 1808 году захвачен шведами. | [ 5 ] [ 3 ]                        |
| Олень        | 14 | 20,2 x 5,5 | 2,4 | Главное адмиралтейство                                                                                            | Г. С. Исаков | 1809 | 1833 | С 1807 по 1811 год стоял в Свеаборге. Принимал участие в Отечественной войне 1812 года и войне с Францией 1813—1814 годов. В 1813 году нёс брандвахтенную службу в Свеаборге, а в 1814 совершал плавания между Свеаборгом и Данцигом. В 1815, 1817, 1818, и с 1820 по 1827 год выходил в практические плавания в Финский залив. В 1828, 1830 и 1831 годах использовался для выполнения гидрографических работ. В 1829 году нёс брандвахтенную службу в Ревеле, в 1832 году выполнял поручения командира Ревельского порта. По окончании службы был разобран в Ревеле.                      | [ 5 ] [ 3 ] [ 9 ] [ 10 ]           |
| Пчела        | 14 | 20,1 x 5,8 | 2,4 | Главное адмиралтейство                                                                                            | Г. С. Исаков | 1809 | 1822 | С 1810 по 1817 год выходил в практические плавания в Финский залив, и нёс брандвахтенную службу во Фридрихсгаме и Роченсальме. С 1818 по 1822 год нёс брандвахтенную службу в Роченсальме, где по окончании службы и был разобран. | [ 5 ] [ 3 ]                        |
| № 1          | н/д | 17,5 x 5,4 | 1,9 | Лодейнопольская верфь                                                                                             | Сведений о корабельных мастерах, построивших галеты, не сохранилось                                               | 1809 | 1812 | В 1810, 1811, 1817, 1818 и с 1823 по 1826 год совершал плавания между Санкт-Петербургом и Кронштадтом. В 1812 году состоял при гребном флоте, но участия в боевых действиях не принимал. Разбился у мыса Стирсуден. | [ 3 ] [ 11 ]                       |
| № 2          | н/д | 17,5 x 5,4 | 1,9 | Лодейнопольская верфь                                                                                             | Сведений о корабельных мастерах, построивших галеты, не сохранилось                                               | 1809 | 1830 | В 1810, 1811, 1816, 1817 и 1886 годах совершал плавания между Санкт-Петербургом и Кронштадтом. В 1812 и 1813 годах состоял при гребном флоте, но участия в боевых действиях не принимал. В 1823, 1824 и 1826 годах выходил в плавания в Финский и Ботнический заливы. В 1827 году нёс брандвахтенную службу у острова Корпо, а в 1828 году — в Або, где по окончании службы и был разобран. | [ 3 ] [ 11 ] [ 12 ]                |
| № 3          | н/д | 17,5 x 5,4 | 1,9 | Лодейнопольская верфь                                                                                             | Сведений о корабельных мастерах, построивших галеты, не сохранилось                                               | 1809 | 1830 | В 1810, 1811, 1814, 1817, 1818 и 1823 годах совершал плавания между Санкт-Петербургом, Ораниенбаумом и Кронштадтом. В 1812 и 1813 годах состоял при гребном флоте, но участия в боевых действиях не принимал. С 1827 по 1829 год нёс брандвахтенную службу в Свеаборге, где по окончании службы и был разобран. | [ 3 ] [ 11 ]                       |
| № 4          | н/д | 17,5 x 5,4 | 1,9 | Лодейнопольская верфь                                                                                             | Сведений о корабельных мастерах, построивших галеты, не сохранилось                                               | 1809 | 1828 | В 1810, 1811 и 1816 годах совершал плавания между Санкт-Петербургом, Ораниенбаумом и Кронштадтом. В 1812 и 1813 годах состоял при гребном флоте, но участия в боевых действиях не принимал. В 1823 году находился на Кронштадтском рейде, а в 1824 и 1825 годах выходил в плавания в Финский залив. В 1827 и 1828 годах нёс брандвахтенную службу в Кронштадте, где по окончании службы и был разобран. | [ 11 ] [ 13 ]                      |
| № 5          | н/д | 17,5 x 5,4 | 1,9 | Лодейнопольская верфь                                                                                             | Сведений о корабельных мастерах, построивших галеты, не сохранилось                                               | 1809 | 1830 | В 1810, 1811 и с 1816 по 1818 год совершал плавания между Санкт-Петербургом, Ораниенбаумом и Кронштадтом. В 1812 и 1813 годах состоял при гребном флоте, но участия в боевых действиях не принимал. В 1823 и 1824 годах выходил в плавания в Финский залив. По окончании службы был разобран в Кронштадте. | [ 11 ] [ 13 ]                      |
| № 6          | н/д | 17,5 x 5,4 | 1,9 | Лодейнопольская верфь                                                                                             | Сведений о корабельных мастерах, построивших галеты, не сохранилось                                               | 1809 | 1830 | С 1812 по 1816 год стоял в Риге. В 1818 и 1823 годах совершал плавания между Санкт-Петербургом и Кронштадтом. По окончании службы был разобран в Санкт-Петербурге. | [ 11 ] [ 13 ]                      |
| № 7          | н/д | 17,5 x 5,4 | 1,9 | Лодейнопольская верфь                                                                                             | Сведений о корабельных мастерах, построивших галеты, не сохранилось                                               | 1809 | 1819 | Принимал участие в Отечественной войне 1812 года. До 1816 года нёс брандвахтенную службу в Риге. В 1816 году выходил в плавания в Рижский залив. По окончании службы был разобран в Риге. | [ 11 ] [ 13 ]                      |
| № 8          | н/д | 17,5 x 5,4 | 1,9 | Лодейнопольская верфь                                                                                             | Сведений о корабельных мастерах, построивших галеты, не сохранилось                                               | 1809 | 1830 | В 1810, 1816, 1818, 1819, 1823 и 1824 годах совершал плавания между Санкт-Петербургом и Кронштадтом. Принимал участие в Отечественной войне 1812 года, в том числе в обороне Риги. Оставался в Риге до августа 1815 года, после чего ушёл в Кронштадт. По окончании службы был разобран в Санкт-Петербурге. | [ 11 ] [ 13 ]                      |
| № 9          | н/д | 17,5 x 5,4 | 1,9 | Лодейнопольская верфь                                                                                             | Сведений о корабельных мастерах, построивших галеты, не сохранилось                                               | 1809 | 1830 | В 1810 году совершал плавания между Санкт-Петербургом и Кронштадтом. В 1811 году выходил в практическое плавание в Финский залив. В 1812 и 1813 годах состоял при гребном флоте, но участия в боевых действиях не принимал. В 1817, 1818 и 1824 годах совершал плавания между Санкт-Петербургом, Ораниенбаумом и Кронштадтом. По окончании службы был разобран в Санкт-Петербурге. | [ 11 ] [ 13 ]                      |
| № 10         | н/д | 17,5 x 5,4 | 1,9 | Лодейнопольская верфь                                                                                             | Сведений о корабельных мастерах, построивших галеты, не сохранилось                                               | 1809 | н/д | В 1811 и 1814 годах совершал плавания между Санкт-Петербургом и Кронштадтом. В 1812 и 1813 годах состоял при гребном флоте, но участия в боевых действиях не принимал. | [ 11 ] [ 13 ]                      |
| Кюмень       | 14 | 22,1 x 6,3 | 2,7 | Главное адмиралтейство                                                                                            | Г. С. Исаков | 1810 | 1828 | С 1822 году и с 1824 по 188 год выходил в плавания в Финский залив. По окончании службы был разобран в Кронштадте. | [ 13 ] [ 14 ]                      |
| Торнео       | 14 | 22 x 6,9 | 3,4 | Главное адмиралтейство                                                                                            | Г. С. Исаков | 1810 | 1825 | В 1811 году находился в Петергофе. В 1812 и 1813 годах состоял при гребном флоте, но участия в боевых действиях не принимал. В 1814 и 1817 годах совершал плавания между Санкт-Петербургом и Кронштадтом. В 1820 году выходил в плавания в Финский залив для осмотра портов. По окончании службы был разобран в Кронштадте. | [ 13 ] [ 15 ]                      |
| Эхо          | 8 | 20,1 x 5,9 | 3,1 | Роченсальмская верфь                                                                                              | Королёв | 1811 | 1823 | Принимал участие в Отечественной войне 1812 года и войне с Францией 1813—1814 годов, в том числе в блокаде Данцига. В 1815 и 1818 годах выходил в плавания в Финский залив. В 1819 и 1820 годах нёс брандвахтенную службу в Свеаборге, где по окончании службы и был разобран. | [ 16 ] [ 17 ]                      |
| Аглая        | 8 | 20,1 x 5,9 | 3,1 | Роченсальмская верфь                                                                                              | Королёв | 1811 | 1825 | Принимал участие в Отечественной войне 1812 года и войне с Францией 1813—1814 годов, в том числе в блокаде Данцига. В 1815 и 1823 годах нёс брандвахтенную службу в Свеаборге. С 1816 и 1820 год выходил в практические плавания в Финский залив. В 1821 и 1822 годах использовался для описи шхер. По окончании службы был разобран в Свеаборге. | [ 16 ] [ 17 ]                      |
| Волхов       | 14 | 22,4 x 9,1 | 2,7 | Охтенская верфь                                                                                                   | В. Ф. Стокке | 1815 | 1834 | Всё время службы находился на реке Волхов в поместье графа А. А. Аракчеева, селении Грузино, где по окончании службы и был разобран. | [ 16 ] [ 18 ]                      |
| Паллада      | 14 | 22,4 x 6,3 | 2,7 | Новое адмиралтейство                                                                                              | Г. С. Исаков | 1815 | 1835 | С 1816 по 1822 год, а также в 1828 и 1829 годах совершал плавания между Санкт-Петербургом, Петергофом и Кронштадтом. По окончании службы был разобран в Санкт-Петербурге. | [ 16 ] [ 18 ]                      |
| Церера       | 14 | 21,7 x 5,8 | 2,1 | Новое адмиралтейство                                                                                              | Г. С. Исаков | 1815 | 1830 | С 1819 по 1826 год совершал плавания между Санкт-Петербургом, Ораниенбаумом и Кронштадтом. В 1827 и 1828 годах выходил в плавания в Финский залив в составе отрядов. По окончании службы был разобран в Санкт-Петербурге. | [ 16 ] [ 18 ]                      |
| Факел        | 3 | 18,9 x 5,6 | 3 | Охтенская верфь                                                                                                   | В. Ф. Стокке | 1818 | 1827 | С 1819 по 1827 год использовался для выполнения гидрографических работ в Финском и Рижском заливах. По окончании службы был разобран в Ревеле. | [ 16 ] [ 18 ]                      |
| Торнео       | 12/14 | 22,9 x 6,7 | 3,4 | Охтенская верфь                                                                                                   | В. Ф. Стокке | 1821 | н/д | С 1822 по 1825 год совершал плавания между Санкт-Петербургом и Кронштадтом. В 1827, 1829, 1830, 1833 и 1834 годах выходил в плавания в Финский залив, а в 1834 году также в церемонии открытия памятника Александру I. С 1832 по 1835 год вновь совершал плавания между Санкт-Петербургом и Кронштадтом. Зимой 1835—1836 годов подвергся тимберовке. В 1837 году плавал между портами Финского залива и принимал участие в маневрах, а в 1838 году совершил плавание их Кронштадта в Або. С 1839 по 1842 год, а также в 1844 и 1845 годах выходил в практические плавания в Финский залив. | [ 16 ] [ 18 ] [ 19 ] [ 20 ] [ 21 ] |
| № 14         | Сведений о вооружении и конструкции галета не сохранилось                                                         | Сведений о вооружении и конструкции галета не сохранилось                                                         | Сведений о вооружении и конструкции галета не сохранилось                                                         | Лодейнопольская верфь                                                                                             | И. В. Курепанов                                                                                                   | 1822 | н/д | Сведений а плаваниях судна не сохранилось. | [ 16 ]                             |
| Открытие     | Сведений о вооружении, конструкции, месте постройки и точном времени службы галета в составе флота не сохранилось | Сведений о вооружении, конструкции, месте постройки и точном времени службы галета в составе флота не сохранилось | Сведений о вооружении, конструкции, месте постройки и точном времени службы галета в составе флота не сохранилось | Сведений о вооружении, конструкции, месте постройки и точном времени службы галета в составе флота не сохранилось | Сведений о вооружении, конструкции, месте постройки и точном времени службы галета в составе флота не сохранилось | Сведений о вооружении, конструкции, месте постройки и точном времени службы галета в составе флота не сохранилось | Сведений о вооружении, конструкции, месте постройки и точном времени службы галета в составе флота не сохранилось | В кампанию 1827 года совершал плавания между Свеаборгом и Кронштадтом. | [ 22 ]                             |

- А. Козьмин, «Галет „Торнео“, яхта „Голубка“ и галет № 10 становятся на якорь в Петергофе 12 июля 1810 года», 1810 год

## Галет Черноморского флота
В разделе приведен галет, входивший в состав Черноморского флота России. Сведений об особенностях конструкции этого судна, месте его постройки и корабельном мастере не сохранилось.
| Наименование | Вх.  | Вых. | История службы | Прим. |
| ------------ | ---- | ---- | --- | ----- |
| Муха         | 1806 | н/д  | Принимал участие в Русско-турецкой войне 1806—1812 годов, в том числе поиске турецких судов и действиях флота у Трапезунда. С 1808 по 1811 год нёс брандвахтенную службу на Севастопольском рейде. | [ 1 ] |

## Галеты Каспийской флотилии
- В 1803 году в кампании участвовал военный галет № 3 под командой лейтенанта Дзивовича[23].
- В 1804 году в кампании участвовали военные галеты № 4 и № 1 под командой лейтенанта Сипягина[23].

В 1806 году для нужд каспийской флотилии строились 2 галета, однако сведений о фактическом применении их в составе флотилии не сохранилось.

### Комментарии
1. 1 2  Галеты «Гусь» и «Чепура» строились по одному проекту, тип «Гусь».
2. 1 2  Галеты «Утка» и «Чайка» строились по одному проекту, тип «Утка».
3. 1 2 3  Придворный галет.
4. 1 2 3 4 5 6 7 8 9 10  Галеты № 1 — № 10 строились по одному проекту, тип «Номерной».
5. ↑  Министерский галет.
6. 1 2  Галеты «Эхо» и «Аглая» строились по одному проекту, тип «Эхо».
7. ↑  Придворный и гвардейский галет.
8. ↑  Точная дата постройки не установлена, указан вероятный год постройки.